# Багровець
Багровець — струмок в Україні, в межах Яремчанської міської ради Івано-Франківської області, правий доплив Жонки (басейн Дунаю).

## Опис
Довжина струмка приблизно 4 км. Формується з багатьох безіменних струмків. Розташовані водоспади Багровецький (10 м) і Багровецький Малий (1,5 м).

## Розташування
Бере початок на сході від гори Явірник у Карпатському національному природному парку. Тече переважно на північний схід через Яремче і впадає у річку Жонку, ліву притоку Пруту.